# آلبرتو دنگری
آلبرتو دنگری (اسپانیایی: Alberto Denegri‎; ۷ اوت ۱۹۰۶ – ۱۸ مهٔ ۱۹۷۳) بازیکن فوتبال اهل پرو بود.
از باشگاه‌هایی که در آن بازی کرده‌است می‌توان به باشگاه فوتبال اونیورسیتاریو ده دپورتس اشاره کرد.
وی همچنین در تیم ملی فوتبال پرو بازی کرده‌است.